# Kiçik Əmili
Kiçik Əmili è un comune dell'Azerbaigian situato nel distretto di Qəbələ. Conta una popolazione di 577 abitanti.